# Kaemis circe
Kaemis circe är en spindelart som först beskrevs av Brignoli 1975.  Kaemis circe ingår i släktet Kaemis och familjen ringögonspindlar.
Artens utbredningsområde är Italien. Inga underarter finns listade i Catalogue of Life.